# Яйчник
Яйчникът (на латински: ovarium, oophoron) е чифтен орган до тазовата стена, непосредствено под средата на linea terminalis или малко зад нея. Разположен е в добре изразената ямка (fossa ovarica) на париеталния перитонеум. Отгоре е покрит от надвесилата се тръба и мезосалпинкса.

## Структура
Яйчникът е основният орган на половия апарат на жената. Той определя принадлежността на даден индивид към женския пол, като му придава съответните полови признаци, които отличават жената от мъжа. Липсата на яйчници оказва голямо влияние върху целия организъм.
Яйчникът на полово зрялата жена има форма и големина на бадем (дължина 3 – 4 см, ширина 2 – 2,5 см и дебелина 1 – 1,5 см; тежи 6 – 8 гр). Цветът му е белезникавоматов, повърхността му е неравна вследствие изпъкването на зреещи фоликули и вдлъбването в местата на цикатриксите от пукналите се фоликули.
За закрепване на яйчника служат:
1. Ligamentum infundibulopelvisum (plica suspensoria ovarii) – съединява горния полюс на яйчника с тазовата стена. В него протичат кръвоносните съдове и нервите за яйчника.
2. Ligamentum ovarii proprium (chorda uteroovarica) – плътна кръгла перитонеална връзка (хорда), която съединява долния полюс на яйчника със страничния ръб на матката зад и малко под тръбата.
3. Mesovarium – част от задния лист на широката връзка, която се залавя за предния ръб на яйчника. Това е мястото, където влизат и излизат съдовете и нервите (hilus ovarii) – врата на яйчника.

Задният ръб на яйчника е свободен. Връзките на яйчника са еластично отстъпчиви, така че при опипване се констатира известна подвижност на органа.
На разрез на яйчника се различават два слоя: външен специфичен и вътрешен неспецифичен. Специфичната яйчникова тъкан (паренхиматозен слой) обхваща като подкова вътрешния слой (zona vasculosa).
Специфичната яйчникова тъкан се състои от повърхностен епител, под който се намира съединителнотъканният пласт (tunica albuginea), който преминава без строга граница в кората, т.е. зоната на фоликулите. Те се намират в най-различна степен на развитие: преди да започнат да узряват, яйцеклетките се намират във формата на първични фоликули; срещат се зреещи фоликули до предназначен да даде узряло яйце фоликул, т. нар. Граафов фоликул (folliculus vesiculpsus Graafi). След пукването на зрелия фоликул се формира жълтото тяло (corpus luteum), което след различни фази накрая преминава в пълно обратно развитие (corpus albicans).
В неспецифичния слой се намират кръвоносните и лимфичните съдове и нервите. В него не се установяват фоликули. Яйчникът, макар и разположен в коремната кухина, не е покрит с перитонеум.
Средно към 45-48-годишна възраст яйчниците изпадат в атрофия, свиват се, теглото им намалява, стават плитки, плътни и с дълбоко набраздена повърхност. В менопаузата все още се срещат фоликули. Към 60-годишна възраст вече не се намират фоликули.

## Яйчников резерв
Този термин се използва за да се определия запаса от яйцеклетки (ооцити) в яйчника в даден момент. Между 20 и 30 години при жената се достигат най-високи нива на фертилност. Съответно в този период овариалната ѝ функция е най-силна. С течение на годините тази функция отслабва и се губи напълно около 50-годишна възраст. През целия период основният двигател на овариалната функция е оста хипоталамус-хипофиза-яйчник, която през годините претърпява промени. Възможно е и по-ранно прекъсване или намаляване на функцията – например при кисти на яйчника, поликистоза или развиване на злокачествен тумор. Според специалисти в днешно време „репродуктивният прозорец“ на жената намалява все повече. По статистика от 2016 г. 145 000 двойки в България имат проблем със зачеването. От тях едва 5% са се обърнали към специалист.
Има редица изследвания за определяне яйчниковия резерв при жената. Едно от тях е т.-нар изследване на Антимюлеровия хормон. Това е кръвен тест, който може да се направи по всяко време от менструалния цикъл. Този хормон се произвежда от малки фоликули, в периода на тяхното развитие в яйчниците. Чрез изследването се измерват броя на фоликулите в определен момент и се разбира състоянието на яйчниковия резерв. Методът се използва и при Синдром на поликистозните яйчници. Ниските нива на хормона могат да се тълкуват като сигнал за яйчникова недостатъчност или предстояща менопауза. Повишените нива са индикатор за поликистоза на яйчниците.
Други изследвания за определяне на яйчниковия резерв са:
- Определяне на базалните стойности на серумните FSH нива
- Определяне на базалните стойности на серумните inhibin B нива
- Кломифен цитрат провокационен тест (СССТ)
- GnRH агонист стимулиращ тест (GAST)
- Гонадотропин стимулиращ овариален резерв тест (EFORT)
- Ултразвукови тестове[1]